# 馬克斯·巴金漢
馬克斯·巴金漢（英文：Marcus Buckingham）是一名作家、演講者及商業顧問。馬克斯·巴金漢致力於釋放人類的天賦能力，提高公司職員的績效並開創未來人們的工作方式。

## 學習生涯
馬克斯·巴金漢曾就讀於埃奇格羅夫學校（一所位於英格蘭南部赫特福德郡阿爾登納姆村的男子預科私立學校），之後就讀於阿爾登納姆學校（一所寄宿制的男孩立私立學校），及在1987年畢業於劍橋大學彭布羅克學院，獲得了社會政治學學位。

## 職業生涯
在劍橋大學學習期間，著名的教育心理學教授當奴·克利夫頓招募了馬克斯·巴金漢進入選擇研究公司。選擇研究公司於1988年收購了蓋洛普國際研究教育中心，並以蓋洛普為名。作為蓋洛普國際研究教育中心的一部分，馬克斯·巴金漢也成為蓋洛普國際研究教育中心的成員，並與庫特·科夫曼合著了《首先，打破成規──八萬名傑出經理人的共通特質》。馬克斯·巴金漢主持多項職場績效的研究，後來成為作家、研究員以及演說家，每年對全球超過250萬名聽眾演說。

## 主要理念
馬克斯·巴金漢認為人們應該專注於發揮自己的天賦，而不用擔心自己的劣勢。 作為研究人員，馬克斯·巴金漢證明了培養員工的天賦優勢與公司成功之間的相關性。 馬克斯·巴金漢最近的研究著眼於人類的實際工作方式，他解開了工作評估如何影響績效的發現，發現管理人員常常會在不知不覺中產生偏見和無益的反饋。

## 著作
- 《首先，打破成規──八萬名傑出經理人的共通特質》(與庫特·科夫曼合著、吳四明譯)
- 《發現我的天材: 打開34個天賦的禮物》(與當奴·克利夫頓合著)
- 《你必須知道的一件事》
- 《活用我的工作天才》
- 《關於工作的9大謊言》	(與艾希利·古德合著、李芳齡譯)
- 《在每個位子上發光：巧用你的工作天賦》(羅雅萱譯)